# Dalifort
Dalifort (ou Dalifort-Foirail) est l'une des 16 communes d'arrondissement de la ville de Pikine (Sénégal). Située à l'entrée de la presqu'île du Cap-Vert, à l'est de Dakar, elle fait partie de l'arrondissement de Dagoudane.

## Géographie
La commune est située à la sortie de la périphérie de Dakar, relativement bien desservie, cette zone est accessible par la route Nationale 1, l’autoroute à Péage 1, le prolongement du boulevard du Centenaire qui débouche sur le port et le centre-ville de Dakar et se situe en face de la zone Technopôle de manière contigüe au quartier des Maristes.

## Histoire
La commune d’arrondissement de Dalifort Foirail est créée par le décret du 30 avril 1996.

## Quartiers
La commune est constituée de 15 quartiers : Dalifort, Darou Salam, Deggo, Touba Seras, Résidences Hacienda, Cité Hilal, Cité Soleil, Cité marine, Cité Eaux et forêts, Cité forces armées, Cité castors municipaux, Cité assurances, Cité bâtisse, Cité poste, Générale foncière.

## Économie
C'est un périmètre en effervescence, qui enregistre un taux de croissance supérieur à la moyenne nationale. D'après les sources officielles, ce quartier regroupe plus de 20 000 habitants, on croise dans ses cités notamment un canal, quelques mosquées, des routes pavées, le programme d'assainissement de l'ONAS, une mairie, le marché dit « du vendredi » et la société bien connue SERAS ou SOGAS pour l'abattage de ses moutons, un grand marché au poisson et un grand parking pour les transporteurs, servant au désengorgement de la ville de Dakar.
La Banque Mondiale a financé une partie de son infrastructure en matière d’évacuation des eaux de pluie pendant l’hivernage et ce après la réalisation de l’autoroute à péage. Une enveloppe de près de 10 milliards a été financé par l’État du Sénégal, la Banque arabe pour le développement économique de l’Afrique (Badea) et le Fonds de l’Opep pour le développement international pour changer le cadre de vie des populations de la cité Hacienda, Soleil, Assurance, Marine, eau et Forêt, Belvédère et le cœur même de Dalifort et assainir le périmètre en profondeur.